# スアンロク県
スアンロク県（スアンロクけん、ベトナム語：Huyện Xuân Lộc / 縣春祿?）は、ベトナムドンナイ省に位置する県である。面積は725.84 km²、人口は253,140人（2018年）である。

## 行政区画
以下の1市鎮14社から構成される。
- ザーライ市鎮（Gia Ray / 嘉來）
- バオホア社（Bảo Hòa / 保和）
- ランミン社（Lang Minh / 廊明）
- スオイカオ社（Suối Cao / 帥高）
- スオイカット社（Suối Cát / 帥吉）
- スアンバク社（Xuân Bắc / 春北）
- スアンディン社（Xuân Định / 春定）
- スアンヒエップ社（Xuân Hiệp / 春協）
- スアンホア社（Xuân Hòa / 春和）
- スアンフン社（Xuân Hưng / 春興）
- スアンフー社（Xuân Phú / 春富）
- スアンタム社（Xuân Tâm / 春心）
- スアンタイン社（Xuân Thành / 春城）
- スアントー社（Xuân Thọ / 春壽）
- スアンチュオン社（Xuân Trường / 春長）